# Blodtype
Blodtypen afgøres af hvilke antigener, blodet har på overfladen af de røde blodlegemer.
Hos mennesket findes mere end 600 forskellige antigener på de røde blodlegemers overflade. Ved hjælp af disse antigener inddeles blodet i 33 forskellige blodtypesystemer.

## Blodtransfusioner
I forbindelse med blodtransfusion anvendes de to blodtypesystemer AB0 (kaldet A-B-nul) og Rhesus. Man er enten rhesus-positiv eller rhesus-negativ, og disse to blodtyper kan inddeles efter AB0-systemet. I tabellen neden for ses hyppigheden af disse blodtyper i Danmark. F.eks. er 37% af befolkningen rhesus-positiv tillige med at have blodtype A i AB0-systemet.
|    | Rhesus-positiv | Rhesus-negativ |
| A  | 37%            | 7%             |
| 0  | 35%            | 6%             |
| B  | 8%             | 2%             |
| AB | 4%             | 1%             |

Ved blodtransfusioner sammenlignes donorens blodtype med modtagerens, idet uforligelige blodtyper kan føre til sammenklumpning af blodet (agglutinering) og i værste fald døden. Dette skyldes, at blodplasmaens antistoffer reagerer på det fremmede blods antigener. Har man f.eks blodtype A, vil der findes antistoffer i blodplasmaet for blodtype B, så man derfor ikke bør modtage blod af blodtype B.
Blodtypen 0-neg, som omkring 6 % af alle danskere har, kan bruges til alle.

## Diverse
- I Japan mener man, at man kan opdele mennesker i personlighed ud fra blodtype. Teorien går ud på, at en persons AB0-blodtype kan afsløre en persons personlighed, og hvordan personen passer til andre. Denne overtro har til en vis grad bredt sig til andre dele af Østasien såsom Sydkorea og Taiwan. I Japan er det at spørge en person om blodtype ligeså almindeligt som at spørge om stjernetegn. Det er også almindeligt i japansk producerede computerspil at angive blodtype i beskrivelsen af en karakter, som F.eks i Hideo Kojimas Metal Gear Solid 2: Sons of Liberty [kilde mangler].
- Nogle mennesker lever efter en sammenhæng mellem hvilken kost man spiser og hvilken blodtype man har. Der er bred enighed i lægevidenskabelige kredse om at dette ikke er forbundet med sundhedsmæssige gevinster. I bedste fald er det uskadeligt. Påstande om effekt mod cancer, AIDS og diabetes kan være direkte livsfarlige.[5][6]

## Ekstern henvisning
- Wikimedia Commons har flere filer relateret til Blodtype
- AB0 Blod Typer Arkiveret 4. juli 2007 hos  Wayback Machine